# Bitui
Bitui est une localité du Cameroun. Elle se situe dans le département de Donga-Mantung, dans la région du Nord-Ouest. Elle fait partie de la commune de Nwa. Elle se situe à environ 500 mètres de la frontière nigérienne.

## Démographie
Lors du recensement de 2005, la localité comptait 1 219 habitants, dont 637 hommes et 582 femmes. Ceux-ci sont répartis dans les quartiers de Bigam, Manfo, Manfi, Maka, Bunso, Maleng et Gingu. La majorité des habitants font partie du clan Mfumte. Certains parlent Ndaktup, une langue des Grassfields n'ayant que 2 980 locuteurs en 2000. 

## Histoire
Le village de Bitui était un des deux seuls villages Mfumte (avec le village de Kwaja) qui avait fait partie du culte de Makka (ou de Tasa). Ce culte, fondé en août 1938 dans le village de Barup, en Adamawa, avait pour but de se débarrasser des sorciers et sorcières du village, de guérir les maladies et de redonner la fertilité aux cultures. Cela se faisait par l'intermédiaire de danses qui mettaient les participants dans une sorte de transe. Ce culte a été interdit par les Britanniques en décembre 1938, dû au fait que des rapports avait montré que les  participants au culte refusaient de payer des taxes, commettaient des agressions et étaient généralement hostiles face aux autorités.

## Agriculture et élevage
L'agriculture est très importante à Bitui. Parmi les plantes cultivées, on trouve du maïs, des plantains, des bananes, du sorgho, des fèves, du soya, du manioc, des pommes de terre, du taro, des palmiers à huile, des papayes et des oranges. 
L'élevage est peu développé à Bitui. Cependant, dans toute la commune, on élève des chèvres, des moutons, des porcs, des cochons d'Inde, des poules et des lapins. 

## Éducation
GS Betui est la seule école de Bitui. Cette école primaire publique, fondée en 1979, comptait, pendant l'été de 2011 (moment où les données ont été collectées), 270 étudiants, deux maître-parents, un enseignant contractuel et deux fonctionnaires. 29 table-bancs formaient les seuls équipements de salle de classe. Les deux bâtiments de l'école sont en mauvais état, et l'école ne possède aucunes latrines, ni d'association parent-enseignants.

## Santé
Il n'y a pas de centre de santé à Bitui.

## Eau et ressources énergétiques
Il n'y a pas de source d'eau potable sanitaire à Bitui. Les habitants du village doivent donc s'approvisionner à des points d'eau qui pourraient contenir des pathogènes et autres produits nocifs pour la santé.
Bitui, comme tous les autres villages de la commune de Nwa, n'est pas électrifié.

## Commerce
Il n'y a pas de marché à Bitui.

## Ressources minières
Des composés contenant des métaux précieux tels que l'or, le nickel, le cobalt et l'étain ont été trouvés sur les collines environnant Bitui. Par contre, aucune tentative de prospection n'a eu lieu.

## Transports
Mbem est connecté à une route rurale, qui permet d'aller jusqu'à Lus. Par contre, celle-ci est en très mauvais état. En effet, aucune route dans la commune de Nwa est pavée, et elles sont d'habitude uniquement accessible par des véhicules tout-terrains, même pendant la saison sèche. 
De plus, un sentier très fréquenté relie Bitui à Ncha. Celui-ci est aussi en très mauvais état.

## Travaux publics et développements futurs
Selon le Plan de Développement Communal du Conseil de Nwa, écrit dans l'optique de faire du Cameroun une économie émergente en 2035, on prévoit la complétion des projets suivants à Bitui :
- construire deux classes à GS Fetop ;
- rénover quatre classes à GS Bitui ;
- construire un marché ;
- construire un centre communautaire ;
- développer le potentiel touristique du village ;
- créer trois pépinières de 4 500 plants chacune (une d'acajou, une d'iroko et une de palmier à huile amélioré) ;
- aplanir la route entre Kwaja et Bitui, ainsi que celle entre Bitui et Lus ;
- construire un pont sur la route allant de Lus à Bitui.